# Pungitius hellenicus
Pungitius hellenicus is een straalvinnige vissensoort uit de familie van de stekelbaarzen (Gasterosteidae). De wetenschappelijke naam van de soort is voor het eerst geldig gepubliceerd in 1971 door Stephanidis.